# Lafarge Beočin
Lafarge Beočin (code BELEX : LBFC) est une entreprise serbe qui a son siège social à Beočin, dans la province de Voïvodine. Elle travaille dans l'industrie du ciment.

## Histoire
La Beočinska fabrika cementa, l'« usine de ciment de Beočin », en abrégé BFC, a été créée en 1952 ; à cette époque, il s'agissait d'une entreprise publique. Une fois la société privatisée, en 2001, le groupe français Lafarge a acheté 70 % de son capital, puis s'est porté acquéreur du reste du capital en 2008 pour un montant de 15,5 millions d'euros. En 2006, Lafarge Beočin se situait à la 5e place dans la liste des 100 entreprises les plus rentables de Serbie ; elle réalisait un profit net de 21,7 millions d'euros.
Lafarge Beočin a été admise au libre marché de la Bourse de Belgrade le 3 août 2004 ; elle en a été exclue le 20 octobre 2008.